# Lecture publique à la Six gallery

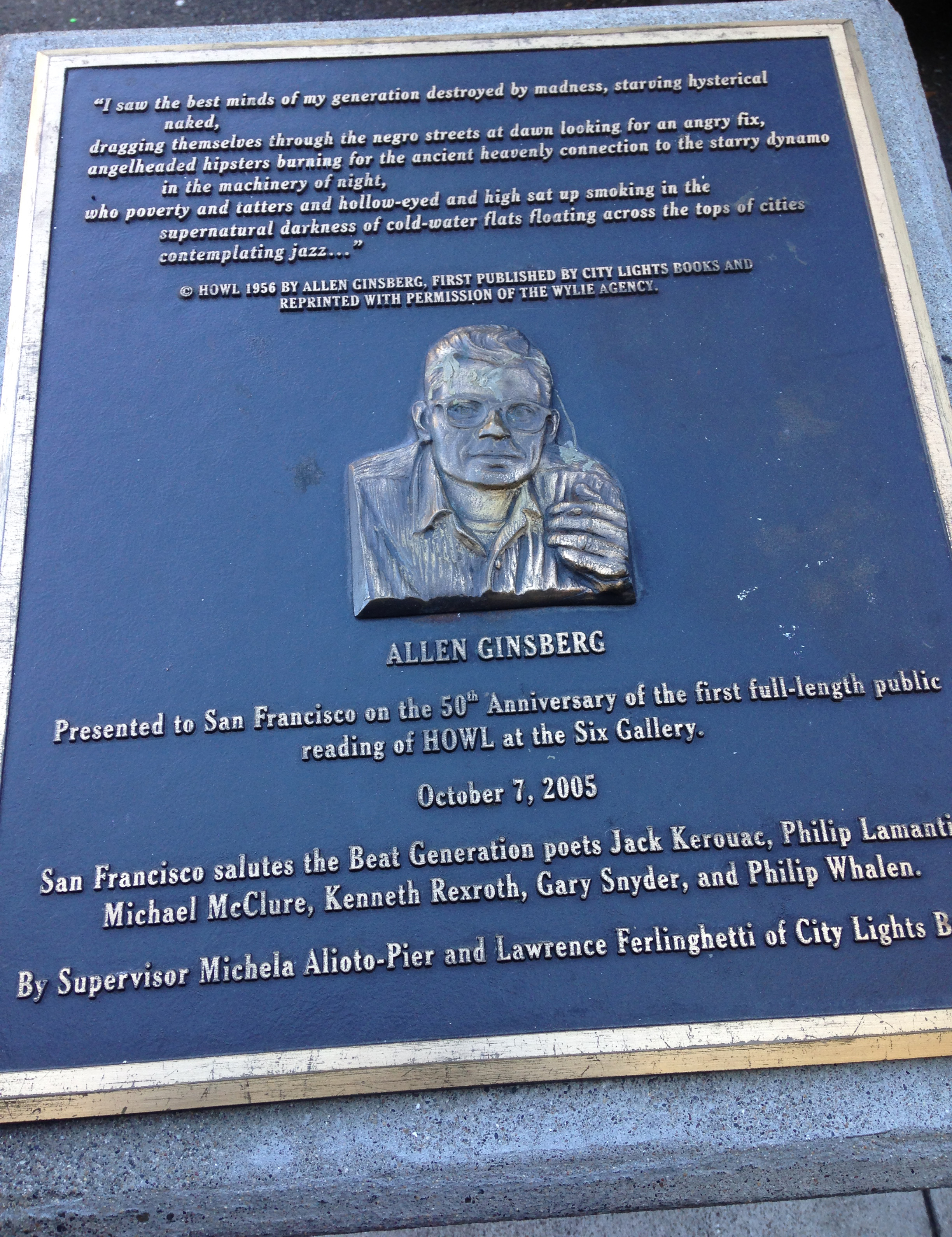
Plaque commémorant les cinquante ans de la lecture publique

La Lecture publique à la Six gallery  du 7 octobre 1955 est un évènement littéraire important de la Beat generation et de la Renaissance de San Francisco.

## Déroulement
La lecture publique eut lieu à la Six gallery à San Francisco (3119 Fillmore Street) devant une centaine de personnes, elle fut présentée par le poète Kenneth Rexroth. Des poètes lurent certaines de leurs œuvres comme Allen Ginsberg déclamant pour la première fois en public son manifeste beat, Howl ainsi que Philip Lamantia (des poèmes de John Hoffman qui venait de mourir d'une overdose), Michael McClure (Point Lobos Animism et For the Death of 100 Whales), Gary Snyder (A Berry Feast), et Philip Whalen (Plus ça change). Lamantia fut le premier à monter sur scène. Neal Cassady, Gregory Corso et Jack Kerouac assistent à cet épisode marquant de la Beat generation, ce dernier le relate dans son ouvrage Les Clochards célestes. Kerouac est invité à monter sur scène pour y lire un extrait d'un de ses ouvrages mais il refuse, n'appréciant pas de lire en public. À l'issue de la manifestation, Lawrence Ferlinghetti propose à Ginsberg de publier Howl dans sa maison d'édition, City Lights Books.
Cet évènement est retracé dans le film Howl de Rob Epstein et Jeffrey Friedman sorti en 2010.